# Antipodocottus elegans
Antipodocottus elegans är en fiskart som beskrevs av Hans W. Fricke och Brunken, 1984. Antipodocottus elegans ingår i släktet Antipodocottus och familjen simpor. Inga underarter finns listade i Catalogue of Life.